# Моріарті (Нью-Мексико)
Моріарті (англ. Moriarty) — місто (англ. city) в США, в окрузі Торренс штату Нью-Мексико. Населення — 1946 осіб (2020).

## Географія
Моріарті розташоване за координатами 35°0′23″ пн. ш. 106°2′54″ зх. д. / 35.00639° пн. ш. 106.04833° зх. д. (35.006470, -106.048295).  За даними Бюро перепису населення США в 2010 році місто мало площу 15,13 км², уся площа — суходіл. В 2017 році площа становила 14,20 км², уся площа — суходіл.

### Клімат
| Клімат : Моріарті                            | Клімат : Моріарті | Клімат : Моріарті | Клімат : Моріарті | Клімат : Моріарті | Клімат : Моріарті | Клімат : Моріарті | Клімат : Моріарті | Клімат : Моріарті | Клімат : Моріарті | Клімат : Моріарті | Клімат : Моріарті | Клімат : Моріарті | Клімат : Моріарті |
| Показник                                     | Січ.              | Лют.              | Бер.              | Квіт.             | Трав.             | Черв.             | Лип.              | Серп.             | Вер.              | Жовт.             | Лист.             | Груд.             | Рік               |
| Абсолютний максимум, °C                      | 20,0              | 21,1              | 27,2              | 29,4              | 34,4              | 36,1              | 37,8              | 35,6              | 33,3              | 29,4              | 25,0              | 19,4              | 37,8              |
| Середній максимум, °C                        | 8,0               | 9,8               | 14,8              | 19,6              | 24,8              | 30,4              | 31,2              | 29,7              | 26,6              | 20,3              | 13,8              | 7,4               | 19,7              |
| Середній мінімум, °C                         | −9,1              | −7,4              | −4,4              | −0,6              | 4,5               | 9,2               | 12,5              | 11,4              | 6,7               | 1,1               | −5,4              | −8,9              | 0,8               |
| Абсолютний мінімум, °C                       | −22,8             | −22,8             | −23,3             | −10,6             | −8,9              | 0,0               | 4,4               | 5,0               | −3,9              | −10               | −18,3             | −26,5             | −26,5             |
| Норма опадів, мм                             | 12                | 11                | 20                | 14                | 21                | 18                | 56                | 47                | 34                | 37                | 15                | 19                | 305               |
| -------------------------------------------- | ----------------- | ----------------- | ----------------- | ----------------- | ----------------- | ----------------- | ----------------- | ----------------- | ----------------- | ----------------- | ----------------- | ----------------- | ----------------- |
| Джерело: The Western Regional Climate Center |                   |                   |                   |                   |                   |                   |                   |                   |                   |                   |                   |                   |                   |

## Демографія
Згідно з переписом 2010 року, у місті мешкало 1910 осіб у 750 домогосподарствах у складі 493 родин. Густота населення становила 126 осіб/км².  Було 892 помешкання (59/км²).
Расовий склад населення:
| - 68,3 % — білих - 2,9 % — корінних американців - 1,7 % — чорних або афроамериканців - 0,8 % — азіатів - 21,9 % — осіб інших рас |

До двох чи більше рас належало 4,3 %. Частка іспаномовних становила 43,7 % від усіх жителів.
За віковим діапазоном населення розподілялося таким чином: 29,8 % — особи молодші 18 років, 57,2 % — особи у віці 18—64 років, 13,0 % — особи у віці 65 років та старші. Медіана віку мешканця становила 35,6 року. На 100 осіб жіночої статі у місті припадало 92,5 чоловіків;  на 100 жінок у віці від 18 років та старших — 86,0 чоловіків також старших 18 років.
Середній дохід на одне домашнє господарство  становив 41 492 долари США (медіана — 29 144), а середній дохід на одну сім'ю — 51 145 доларів (медіана — 36 382). Медіана доходів становила 34 531 долар для чоловіків та 27 471 долар для жінок. За межею бідності перебувало 25,4 % осіб, у тому числі 36,8 % дітей у віці до 18 років та 20,4 % осіб у віці 65 років та старших.
Цивільне працевлаштоване населення становило 874 особи. Основні галузі зайнятості: освіта, охорона здоров'я та соціальна допомога — 22,0 %, мистецтво, розваги та відпочинок — 17,0 %, роздрібна торгівля — 14,8 %.